# CONCACAF Caribbean Club Shield 2019
La CONCACAF Caribbean Club Shield 2019 fue la segunda edición de este campeonato regional de clubes con ligas emergentes, en el que participaron clubes campeones de 13 asociaciones miembro de la Unión Caribeña de Fútbol como torneo clasificatorio para acudir a la Liga Concacaf 2019.
El ganador de la CONCACAF Caribbean Club Shield, se enfrentará al cuarto lugar del Campeonato de Clubes de la CFU 2019, en un repechaje para determinar al tercer club que representará al Caribe en la Liga Concacaf 2019.
El 11 de enero de 2019 se realizó el sorteo donde separa a los trece equipos de la CONCACAF Caribbean Club Shield, los cuales se dividieron en cuatro grupos y jugaron como sede en Curazao del 5 al 15 de abril de 2019.

## Sistema de competición
Los 13 clubes participantes se organizarán en cuatro grupos para la fase de grupos. Después de la fase de grupos, los ganadores de cada grupo y los segundos lugares avanzarán a los cuartos de final. Los ganadores de los cuartos de final se clasificarán automáticamente para las semifinales, y los clubes ganadores de las semifinales participarán en la final del campeonato.

## Equipos participantes
| País                           | Equipo                              | Vía de clasificación                                        |
| ------------------------------ | ----------------------------------- | ----------------------------------------------------------- |
| Curazao (anfitrión) 1 plaza    | Jong Holland                        | Campeón de la Sekshon Pagá 2017-18                          |
| Martinica 1 plaza              | Club Franciscain (campeón defensor) | Campeón del Campeonato Nacional de Martinica 2017-18        |
| Antigua y Barbuda 1 plaza      | Hoppers                             | Campeón de la Primera División de Antigua y Barbuda 2017-18 |
| Aruba 1 plaza                  | SV Dakota                           | Campeón de la División de Honor de Aruba 2017-18            |
| Barbados 1 plaza               | Weymouth Wales                      | Campeón de la Primera División de Barbados 2018             |
| Bonaire 1 plaza                | Real Rincon                         | Campeón de la Liga de Bonaire 2017-18                       |
| Cuba 1 plaza                   | Santiago de Cuba                    | Campeón del Campeonato Nacional 2018                        |
| Guadalupe 1 plaza              | CS Moulien                          | Campeón de la División de Honor de Guadalupe 2017-18        |
| Guyana 1 plaza                 | Fruta Conquerors                    | Campeón de la GFF Elite League 2017-18                      |
| Islas Caimán 1 plaza           | Scholars International              | Campeón de la CIFA Premier League 2017-18                   |
| San Cristóbal y Nieves 1 plaza | Village Superstars                  | Campeón de la SKNFA Superliga 2017-18                       |
| Santa Lucía 1 plaza            | Platinum                            | Campeón de la División de Oro de Santa Lucía 2018           |
| Surinam 1 plaza                | Robinhood                           | Campeón de la Hoofdklasse 2017-18                           |

## Fase de grupos

### Grupo A
| Pos. | Equipo                 | Pts. | PJ | G | E | P | GF | GC | Dif. |                  |
| ---- | ---------------------- | ---- | -- | - | - | - | -- | -- | ---- | ---------------- |
| 1    | Santiago de Cuba       | 5    | 3  | 1 | 2 | 0 | 4  | 0  | +4   | Cuartos de final |
| 2    | Jong Holland           | 5    | 3  | 1 | 2 | 0 | 1  | 0  | +1   | Cuartos de final |
| 3    | Scholars International | 4    | 3  | 1 | 1 | 1 | 2  | 1  | +1   |                  |
| 4    | Fruta Conquerors       | 1    | 3  | 0 | 1 | 2 | 0  | 6  | −6   |                  |

 Fuente: [cita requerida]
| 5 de abril de 2019, 15:00 | Scholars International          | 2:0 (1:0) | Fruta Conquerors | Estadio Ergilio Hato, Willemstad |                              |
|                           | Mills 42' (a.g.) · García 90+4' |           |                  | Árbitro(s): Ricangel de Leca     | Árbitro(s): Ricangel de Leca |

| 5 de abril de 2019, 20:00 | Jong Holland | 0:0 (0:0) | Santiago de Cuba | Estadio Ergilio Hato, Willemstad |  |
|                           |              |           |                  | Árbitro(s): Sherwin Johnson      |  |

| 7 de abril de 2019, 20:00 | Jong Holland | 0:0 (0:0) | Fruta Conquerors | Estadio Ergilio Hato, Willemstad |  |
|                           |              |           |                  | Árbitro(s): Moeth Gaymes         |  |

| 7 de abril de 2019, 20:00 | Santiago de Cuba | 0:0 (0:0) | Scholars International | Estadio Doctor Antoine Maduro, Willemstad |  |
|                           |                  |           |                        | Árbitro(s): William Anderson              |  |

| 9 de abril de 2019, 20:00 | Fruta Conquerors | 0:4 (0:2) | Santiago de Cuba                                               | Estadio Doctor Antoine Maduro, Willemstad |                         |
|                           |                  |           | Ronaldo Abreu 40' 50' · Jorge Villalón 43' · Eddy Olivares 71' | Árbitro(s): Damien Rosa                   | Árbitro(s): Damien Rosa |

| 9 de abril de 2019, 20:00 | Jong Holland    | 1:0 (1:0) | Scholars International | Estadio Ergilio Hato, Willemstad |                           |
|                           | Hugo Acosta 38' |           |                        | Árbitro(s): Jaime Herrera        | Árbitro(s): Jaime Herrera |

### Grupo B
| Pos. | Equipo         | Pts. | PJ | G | E | P | GF | GC | Dif. | Clasificación    |
| ---- | -------------- | ---- | -- | - | - | - | -- | -- | ---- | ---------------- |
| 1    | CS Moulien     | 6    | 2  | 2 | 0 | 0 | 2  | 0  | +2   | Cuartos de final |
| 2    | Weymouth Wales | 3    | 2  | 1 | 0 | 1 | 1  | 1  | 0    | Cuartos de final |
| 3    | Real Rincon    | 0    | 2  | 0 | 0 | 2 | 0  | 2  | −2   |                  |

 Fuente: [cita requerida]
| 5 de abril de 2019, 17:30 | CS Moulien | 1:0 (0:0) | Weymouth Wales | Estadio Ergilio Hato, Willemstad |                                 |
|                           | Janky 38'  |           |                | Árbitro(s): Patrick Senecharles  | Árbitro(s): Patrick Senecharles |

| 7 de abril de 2019, 17:30 | Real Rincon | 0:1 (0:0) | CS Moulien       | Estadio Doctor Antoine Maduro, Willemstad |                            |
|                           |             |           | Jéremy Valmy 54' | Árbitro(s): Juniel Adelina                | Árbitro(s): Juniel Adelina |

| 9 de abril de 2019, 17:30 | Weymouth Wales       | 1:0 (0:0) | Real Rincon | Estadio Ergilio Hato, Willemstad |                              |
|                           | Romario Harewood 53' |           |             | Árbitro(s): William Anderson     | Árbitro(s): William Anderson |

### Grupo C
| Pos. | Equipo             | Pts. | PJ | G | E | P | GF | GC | Dif. | Clasificación    |
| ---- | ------------------ | ---- | -- | - | - | - | -- | -- | ---- | ---------------- |
| 1    | Village Superstars | 6    | 2  | 2 | 0 | 0 | 4  | 2  | +2   | Cuartos de final |
| 2    | Hoppers            | 3    | 2  | 1 | 0 | 1 | 6  | 4  | +2   | Cuartos de final |
| 3    | Platinum           | 0    | 2  | 0 | 0 | 2 | 3  | 7  | −4   |                  |

 Fuente: [cita requerida]
| 5 de abril de 2019, 17:30 | Hoppers             | 1:2 (1:1) | Village Superstars                      | Estadio Doctor Antoine Maduro, Willemstad |                             |
|                           | Tamorley Thomas 40' |           | Diquan Johnson 24' · Kimaree Rogers 56' | Árbitro(s): Steven Madrigal               | Árbitro(s): Steven Madrigal |

| 7 de abril de 2019, 15:00 | Village Superstars                   | 2:1 (2:0) | Platinum              | Estadio Ergilio Hato, Willemstad |                            |
|                           | Kimaree Rogers 8' · Tahir Hanley 18' |           | Gregson President 61' | Árbitro(s): Gregory Prevot       | Árbitro(s): Gregory Prevot |

| 9 de abril de 2019, 15:00 | Platinum              | 2:5 (2:0) | Hoppers                                                                     | Estadio Ergilio Hato, Willemstad |                            |
|                           | Noah Nicholas 27' 34' |           | Alickson Montouite 57' 61' · Eugine Kirwan 77' 90+3' · Miguel McPherson 80' | Árbitro(s): Benbito Celima       | Árbitro(s): Benbito Celima |

### Grupo D
| Pos. | Equipo           | Pts. | PJ | G | E | P | GF | GC | Dif. | Clasificación    |
| ---- | ---------------- | ---- | -- | - | - | - | -- | -- | ---- | ---------------- |
| 1    | Club Franciscain | 4    | 2  | 1 | 1 | 0 | 4  | 2  | +2   | Cuartos de final |
| 2    | Robinhood        | 3    | 2  | 1 | 0 | 1 | 5  | 4  | +1   | Cuartos de final |
| 3    | Dakota           | 1    | 2  | 0 | 1 | 1 | 2  | 5  | −3   |                  |

 Fuente: [cita requerida]
| 5 de abril de 2019, 20:00 | Club Franciscain                                           | 3:1 (2:0) | Robinhood                  | Estadio Doctor Antoine Maduro, Willemstad |                           |
|                           | Quentin Annette 3' · Yann Thimon 45' · Djénhael Maingé 76' |           | Stefano Rijssel 83' (pen.) | Árbitro(s): Jaime Herrera                 | Árbitro(s): Jaime Herrera |

| 7 de abril de 2019, 17:30 | Robinhood                                        | 4:1 (1:1) | Dakota         | Estadio Ergilio Hato, Willemstad |                            |
|                           | Stefano Rijssel 4', 55', 63' · Gilberto Eind 75' |           | Josh Gross 12' | Árbitro(s): Charvis Delsol       | Árbitro(s): Charvis Delsol |

| 9 de abril de 2019, 17:30 | Dakota           | 1:1 (1:0) | Club Franciscain  | Estadio Doctor Antoine Maduro, Willemstad |                          |
|                           | Keano Maduro 29' |           | Jhonny Marajo 78' | Árbitro(s): Moeth Gaymes                  | Árbitro(s): Moeth Gaymes |

## Fase final

### Playoffs de consuelo
|  | Semifinales            | Semifinales |   |             | Final                  | Final |  |
|  |                        |             |   |             |                        |       |  |
|  |                        |             |   |             |                        |       |  |
|  | Platinum               | 4           |   |             |                        |       |  |
|  | Real Rincon            | 2           |   |             |                        |       |  |
|  |                        |             |   |             |                        |       |  |
|  |                        |             |   |             |                        |       |  |
|  |                        |             |   |             | Platinum               | -     |  |
|  |                        | Dakota      | - |             |                        |       |  |
|  |                        |             |   |             |                        |       |  |
|  |                        |             |   |             |                        |       |  |
|  |                        |             |   |             | Undécimo lugar         |       |  |
|  |                        |             |   |             |                        |       |  |
|  | Scholars International | 1           |   | Real Rincon | -                      |       |  |
|  | Dakota                 | 2           |   |             | Scholars International | -     |  |

| 11 de abril de 2019, 15:00 | Scholars International | 1:2 (0:2) | Dakota                              | Estadio Ergilio Hato, Willemstad |                            |
|                            | Rodrick Pearson 89'    |           | Joshua Gross 28' · Keanu Maduro 42' | Árbitro(s): Benbito Celima       | Árbitro(s): Benbito Celima |

| 11 de abril de 2019, 15:00 | Platinum                                                                           | 4:2 (2:0) | Real Rincon          | Estadio Doctor Antoine Maduro, Willemstad |                                 |
|                            | Gregson President 10' · Antonius Myers 16' · Noah Nicholas 53' · Delon Neptune 85' |           | Rilove Janga 48' 90' | Árbitro(s): Patrick Senecharles           | Árbitro(s): Patrick Senecharles |

#### Final
| 15 de abril de 2019, 13:00 | Platinum | -:- | Dakota | Estadio Ergilio Hato, Willemstad |  |

#### Undécimo lugar
| 15 de abril de 2019, 13:00 | Real Rincon | -:- | Scholars International | Estadio Doctor Antoine Maduro, Willemstad |  |

Se decidió que los últimos dos partidos de esta llave no se jugarían.

### Playoffs por el campeonato
|  | Cuartos de final   | Cuartos de final |                  |                | Semifinales  | Semifinales  |  |  | Final | Final |
|  |                    |                  |                  |                |              |              |  |  |       |       |
|  |                    |                  |                  |                |              |              |  |  |       |       |
|  |                    |                  |                  |                |              |              |  |  |       |       |
|  | Club Franciscain   | 1                |                  |                |              |              |  |  |       |       |
|  | Club Franciscain   | 1                |                  |                |              |              |  |  |       |       |
|  | Hoppers            | 0                |                  |                |              |              |  |  |       |       |
|  | Hoppers            | 0                | Club Franciscain | 4              |              |              |  |  |       |       |
|  |                    |                  | Club Franciscain | 4              |              |              |  |  |       |       |
|  |                    | Jong Holland     | 2                |                |              |              |  |  |       |       |
|  | CS Moulien         | Jong Holland     | 2                | 0              |              |              |  |  |       |       |
|  | CS Moulien         |                  |                  | 0              |              |              |  |  |       |       |
|  | Jong Holland       | 3                |                  |                |              |              |  |  |       |       |
|  | Jong Holland       | 3                | Club Franciscain | 0              |              |              |  |  |       |       |
|  |                    |                  | Club Franciscain | 0              |              |              |  |  |       |       |
|  |                    | Robinhood        | 1                |                |              |              |  |  |       |       |
|  | Village Superstars | Robinhood        | 1                | 1 (4)          |              |              |  |  |       |       |
|  | Village Superstars |                  |                  | 1 (4)          |              |              |  |  |       |       |
|  | Robinhood          | 1 (5)            |                  |                |              |              |  |  |       |       |
|  | Robinhood          | 1 (5)            | Robinhood        | 3              | Tercer lugar | Tercer lugar |  |  |       |       |
|  |                    |                  | Robinhood        | 3              |              |              |  |  |       |       |
|  |                    | Weymouth Wales   | 0                |                |              |              |  |  |       |       |
|  | Santiago de Cuba   | Weymouth Wales   | 0                | 0              | Jong Holland | -            |  |  |       |       |
|  | Santiago de Cuba   |                  |                  | 0              | Jong Holland | -            |  |  |       |       |
|  | Weymouth Wales     | 2                |                  | Weymouth Wales | -            |              |  |  |       |       |
|  | Weymouth Wales     | 2                |                  |                | -            |              |  |  |       |       |
|  |                    |                  |                  |                |              |              |  |  |       |       |
|  |                    |                  |                  |                |              |              |  |  |       |       |

#### Cuartos de final
| 11 de abril de 2019, 17:30 | Santiago de Cuba | 0:2 (0:1) | Weymouth Wales                         | Estadio Doctor Antoine Maduro, Willemstad |                             |
|                            |                  |           | Ray Snagg 45' · Romario Harewood 90+4' | Árbitro(s): Steven Madrigal               | Árbitro(s): Steven Madrigal |

| 11 de abril de 2019, 17:30 | Village Superstars | 1:1 (1:0) (3:4 p.) | Robinhood         | Estadio Ergilio Hato, Willemstad |                         |
|                            | Tahir Hanley 11'   |                    | Alan Da Costa 62' | Árbitro(s): Damien Rosa          | Árbitro(s): Damien Rosa |

| 11 de abril de 2019, 20:00 | CRKSV Jong Holland                                 | 3:0 (1:0) | CS Moulien | Estadio Ergilio Hato, Willemstad |                            |
|                            | Gersinio Constansia 17' · Siebren Hoekstra 47' 86' |           |            | Árbitro(s): Charvis Delsol       | Árbitro(s): Charvis Delsol |

| 11 de abril de 2019, 20:00 | Club Franciscain  | 1:0 (0:0) | Hoppers | Estadio Doctor Antoine Maduro, Willemstad |                             |
|                            | Jhonny Marajo 75' |           |         | Árbitro(s): Sherwin Johnson               | Árbitro(s): Sherwin Johnson |

#### Semifinales
| 13 de abril de 2019, 17:30 | Robinhood                                                | 3:0 (2:0) | Weymouth Wales | Estadio Ergilio Hato, Willemstad |                              |
|                            | Abraham Graves 4' · Roxy Fer 23' · Shaquille Cairo 90+2' |           |                | Árbitro(s): William Anderson     | Árbitro(s): William Anderson |

| 13 de abril de 2019, 20:00 | Jong Holland                                  | 2:4 (1:1) | Club Franciscain                                     | Estadio Ergilio Hato, Willemstad |                              |
|                            | Siebren Hoekstra 28' · Yann Thimon 80' (a.g.) |           | Stephane Abdul 20', 90+4' · Djenhael Mainge 60', 67' | Árbitro(s): Ricangel de Leca     | Árbitro(s): Ricangel de Leca |

Se decidió que no habría partido por el tercer lugar.

#### Final
| 15 de abril de 2019, 20:00 | Club Franciscain | 0:1 (0:1) | Robinhood         | Estadio Ergilio Hato, Willemstad |                           |
|                            |                  |           | Alan Da Costa 21' | Árbitro(s): Jaime Herrera        | Árbitro(s): Jaime Herrera |

|                               |
| Bandera de Surinam            |
| Campeón Robinhood 1.er título |

## Goleadores
| Pos. | Futbolista           | Equipo             | Goles |
| ---- | -------------------- | ------------------ | ----- |
| 1    | Stefano Rijssel      | Robinhood          | 4     |
| 2    | Siebren Hoekstra     | Jong Holland       | 3     |
| 2    | Djénhael Maingé      | Club Franciscain   | 3     |
| 2    | Noah Nicholas        | Platinum FC        | 3     |
| 5    | Stéphane Abaul       | Club Franciscain   | 2     |
| 5    | Rolando Abreu        | Santiago de Cuba   | 2     |
| 5    | Alan Cirilo da Costa | Robinhood          | 2     |
| 5    | Josh Gross           | Dakota             | 2     |
| 5    | Tahir Hanley         | Village Superstars | 2     |
| 5    | Romario Harewood     | Weymouth Wales     | 2     |
| 5    | Rilove Janga         | Real Rincon        | 2     |
| 5    | Eugene Kirwan        | Hoppers            | 2     |
| 5    | Keano Maduro         | Dakota             | 2     |
| 5    | Johnny Marajo        | Club Franciscain   | 2     |
| 5    | Alickson Montoute    | Hoppers            | 2     |
| 5    | Gregson President    | Platinum FC        | 2     |
| 5    | Kimaree Rogers       | Village Superstars | 2     |